# Иллюзия допроса
«Иллю́зия допро́са» (англ. Tortured) — американо-канадский криминальный триллер 2008 года режиссёра и сценариста Нолана Лебовица с Коулом Хаузером, Лоренсом Фишберном и Джеймсом Кромвеллом в главных ролях. Фильм вышел в формате direct-to-video.

## Сюжет
Агент ФБР под прикрытием сталкивается с трудностями, когда перед ним встаёт задача найти крупную сумму денег и допросить бухгалтера Арчи Грина —  члена одного из самых мощных в мире преступных синдикатов, предположительно присвоившего эти деньги.

## В ролях
| Актёр            | Роль                          |
| ---------------- | ----------------------------- |
| Коул Хаузер      | агент Кевин Коул / Джимми Вон |
| Лоренс Фишберн   | Арчи Грин                     |
| Джеймс Кромвелл  | Джек Коул                     |
| Эммануэль Шрики  | Бекки                         |
| Джеймс Дентон    | агент Мёрфи                   |
| Джон Крайер      | Брайан Марк                   |
| Кевин Поллак     | доктор Шоу психиатр ФБР       |
| Пол Перри        | Эммет Гнау                    |
| Роберт Ласардо   | Мо                            |
| Дуглас Артурс    | Ларри                         |
| Брэд Келли       | Карли                         |
| Алан К. Петерсон | Гарри Расик                   |
| Чилтон Крейн     | Гарен Расик                   |
| Карен Холнесс    | Глория Грин                   |